# 1,2,4-トリニトロベンゼン
1,2,4-トリニトロベンゼン（英語: 1,2,4-trinitrobenzene）は、化学式が C6H3N3O6 の有機化合物である。トリニトロベンゼンの異性体の一つ。18-クラウン-6の存在下、1-フルオロ-2,4-ジニトロベンゼンと亜硝酸ナトリウムの反応によって得られる。メタノール中、60℃で水酸化ナトリウムを含む水素化ホウ素ナトリウムで還元すると、1,3-ジニトロベンゼン、1,4-ジニトロベンゼン、2,4-ジニトロフェノールをそれぞれ35％、24％、22％の割合で得ることができる。